# Montecristi
Montecristi é uma pequena cidade da província de Manabí, no Equador. Segundo o censo de 2001, Montecristi tem 14 636 habitantes.
A cidade de Montecristi, assim como Cuenca, também no Equador, é um renomado centro de produção dos chapéus Panamá, os quais pela sua qualidade são chamados de Montecristi superfino.
Montecristi é o local de nascimento de Eloy Alfaro Delgado, presidente do Equador de 1895 a 1901 e de 1906 até 1911, além de líder da Revolução Liberal Equatoriana. Em função disso, Montecristi foi a cidade  escolhida pelo presidente equatoriano Rafael Correa para sediar a Assembléia Constituinte Equatoriana.
Agora esta cidade é o ponto político mais importante do país pela "Asamblea Constituyente" que é presidida na nova construção "Ciudad Alfaro" (Cidade Alfaro), chamada em homenagem ao falecido ex-presidente do Equador, Eloy Alfaro Delgado.